# Помада

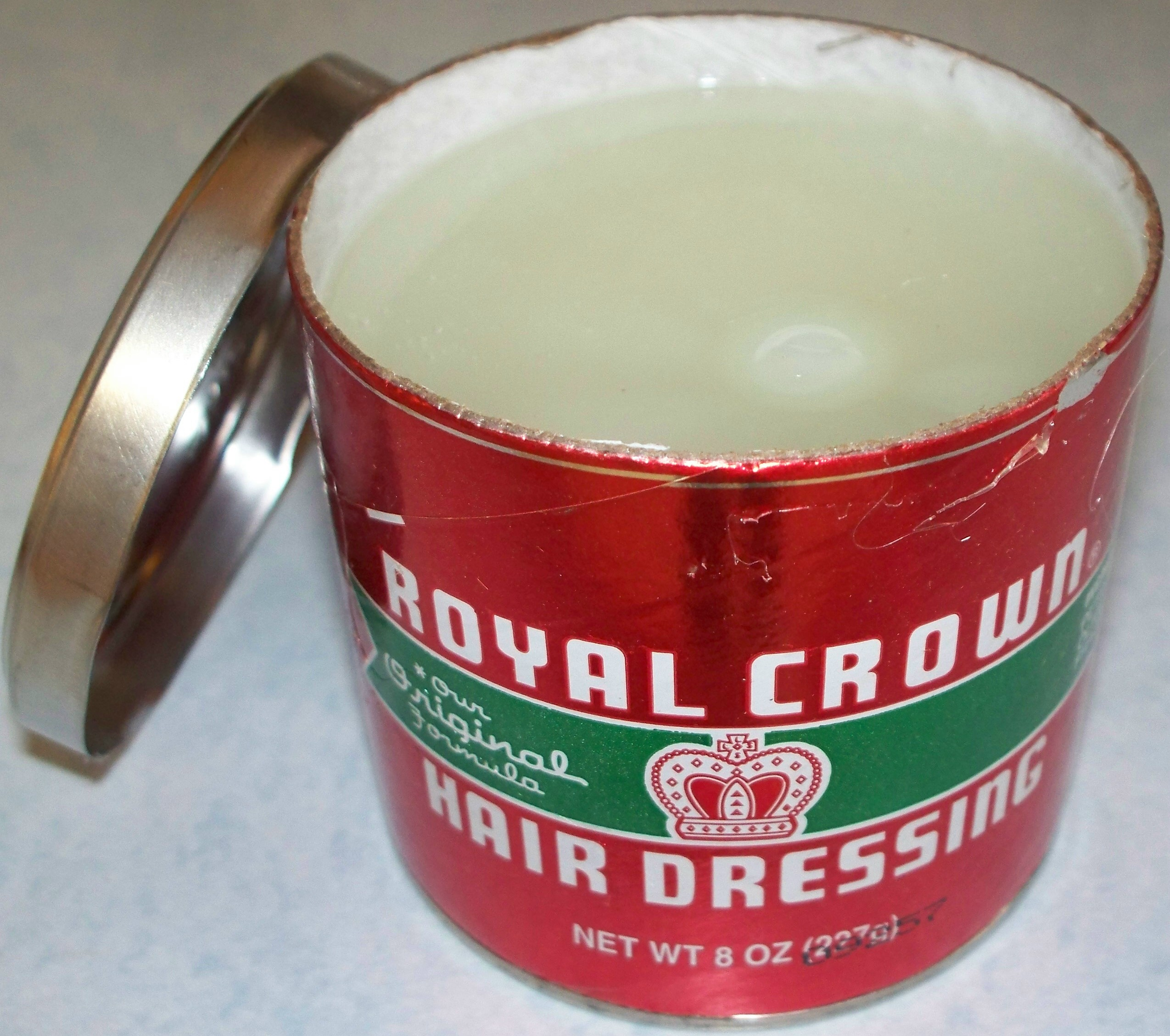
Баночка британской помады

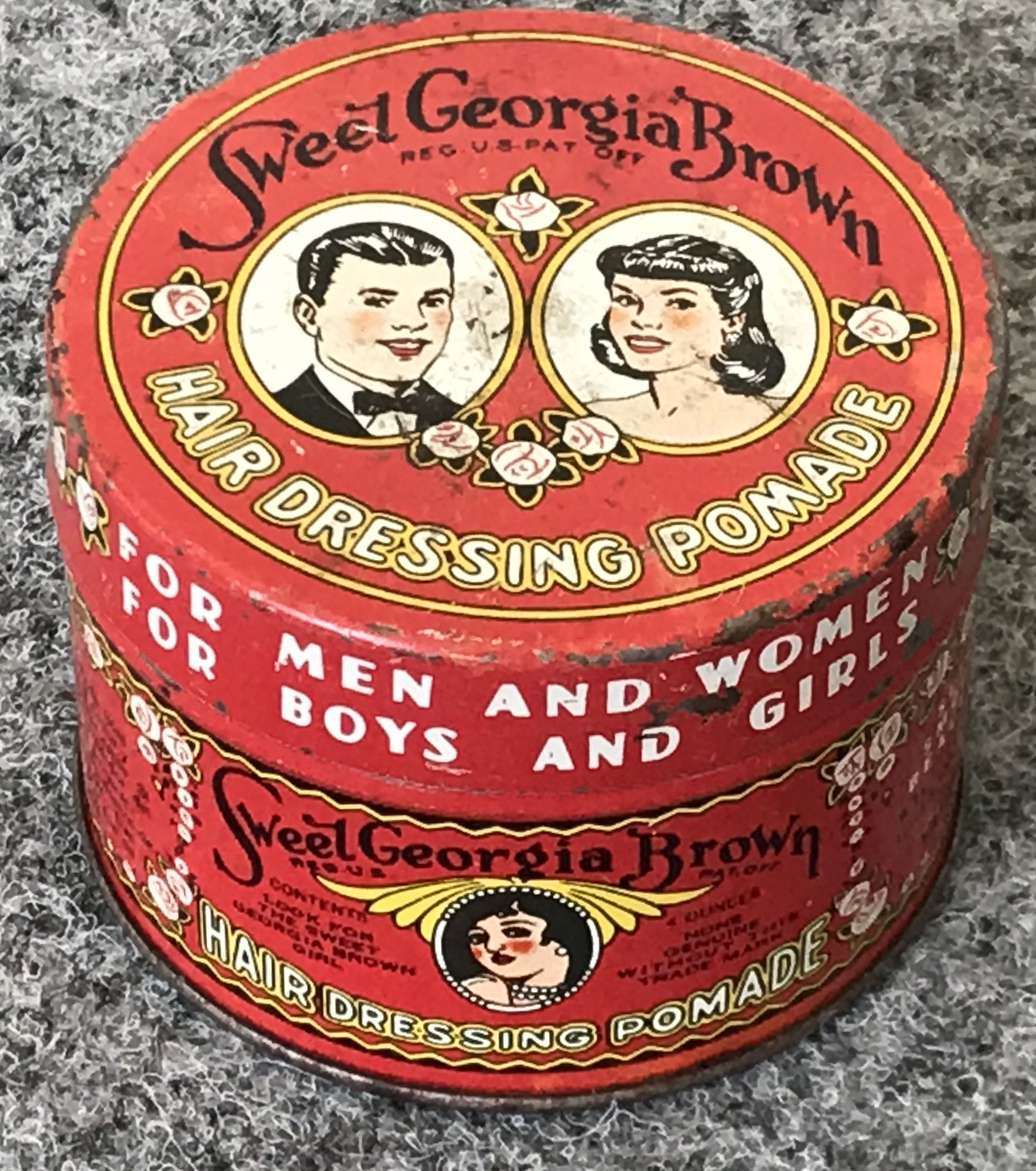
«Сладкая каштановая причёска» — помада 1947 года (Джорджия)

Пома́да (фр. pommade) — косметическое средство для ухода за волосами. Вышло из употребления к середине XX века. В современном языке слово «помада» ассоциируется с губной помадой.
Слово «помада» имеет романские корни (от лат. pomum — яблоко): в Древнем Риме «помадой» называлась лечебная мазь, изготовляемая из мякоти яблок и жира. В русский язык слово помада пришло в XVII веке из французского (фр. pommade) или немецкого языка (нем. Pomade). Первоначально русское слово «помада» означало лекарство, однако, к XIX веку под этим словом стали понимать средство декоративной косметики. Помадой в XIX — начале XX века называли средство в форме мази для ухода за волосами, которое придавало им блеск и делало причёску более устойчивой. Основным ингредиентом при изготовлении помады был жир, получаемый из свиного, бычьего или иного сала, с добавлением ароматических веществ.
Помада пользовалась популярностью во второй половине XIX века и в первой половине XX века, причём как у женщин, так и мужчин. Валентино и другие короли немого кино помадили волосы бриолином. Конкуренцию помаде составлял воск для волос: вощёные волосы не так блестели и не казались переувлажнёнными. В дальнейшем, с появлением лака для волос и геля для волос, помада для волос как косметическое средство устарело, а слово «помада» стало преимущественно ассоциироваться с губной помадой.